# Droit moral
Droit moral (også kaldet ideelle rettigheder) er et begreb, der bruges inden for ophavsretten og består i faderskabsret og respektret. Faderskabsretten handler om, at ophavsmanden har ret til at få sit navn angivet på eksemplarer af værket, mens respektretten handler om loyal gengivelse og brug af andres værker.
I dansk lovgivning kommer droit moral til udtryk i ophavsretslovens §3:
§ 3. Ophavsmanden har krav på at blive navngivet i overensstemmelse med, hvad god skik kræver, såvel på eksemplarer af værket som når dette gøres tilgængeligt for almenheden.
Stk. 2. Værket må ikke ændres eller gøres tilgængeligt for almenheden på en måde eller i en sammenhæng, der er krænkende for ophavsmandens litterære eller kunstneriske anseelse eller egenart.
Stk. 3. Sin ret efter denne paragraf kan ophavsmanden ikke frafalde, medmindre det gælder en efter art og omfang afgrænset brug af værket.
Der er ingen tidsbegrænsning på udløbet af disse rettigheder, jf. §75 i ophavsretsloven, hvis en krænkelse vedrører kulturelle rettigheder:
§ 75. Selv om ophavsretten er udløbet, må et litterært eller kunstnerisk værk ikke ændres eller gøres tilgængeligt for almenheden i strid med § 3, stk. 1 og 2, hvis kulturelle interesser herved krænkes.
Den mest kendte sag om dette, var en sag om Jens Jørgen Thorsens Jesus-film, hvor det blandt andet blev gjort gældende, at de moralske rettigheder til Bibelen var krænket, ved at værket var anvendt på krænkende (muligvis endda blasfemisk) måde som oplæg for en film. Udfaldet blev, at filmen var en fri benyttelse af værket.